# ピーター・ボイル
ピーター・ボイル  (Peter Lawrence "Pete" Boyle,1935年10月18日 – 2006年12月12日) は、 アメリカ合衆国の俳優。
代表作はシチュエーションコメディ『HEY!レイモンド』（フランク役）、『ヤング・フランケンシュタイン』(1974年、モンスター役)など。
発作を起こして6カ月の入院生活を余儀なくされた後の復帰作、1996年SFドラマ『X-ファイル』でのゲスト出演が評価され、エミー賞を受賞。1970年の映画『ジョー』では、喜劇的でドラマティックな演技が評価された。

## 略歴

### 青年期まで
ペンシルベニア州ノリスタウン生まれの彼は、アイルランド人の血を引くアリス・ボイルとピーター・ボイル・シニアの間に生まれた。それからフィラデルフィア郊外に引っ越した。
彼の父親は1951年から1963年までフィラデルフィアのテレビパーソナリティーを務め、西部劇Chuck Wagon Peteや、『ちびっこギャング』と『三ばか大将』の短編映画と『ポパイ』などを放送した夕方の児童向け番組Uncle Pete Presents the Little Rascalsの司会も務めた。
ボイルはSt. Francis de Sales school,そして en:West Philadelphia Catholic High School For Boysに通った後、3年間ラ・サール会の見習い僧として過ごしていた。彼は他の見習い僧と共同生活を送った後、1957年にフィラデルフィアのラ・サール大学でBAをとったが、宗教的と呼べる生活を送っていたと感じていなかったため、ラ・サール会を去った。
フィラデルフィアにいたころ、フローレンス・ハンフォードが司会を務める料理番組Television Kitchenのカメラマンを務めた。
1959年に en:Officer Candidate Schoolを出た後、アメリカ合衆国海軍の海軍少尉に任命されたが、神経衰弱のため任期が短くなった。
ニューヨーク市でボイルは、ボーイ長や郵便局員の仕事をしながらユタ・ヘーゲンの指導のもと演技を学んだ。
ニール・サイモンの『おかしな二人』の全国公演版では、警官のマレーを演じた。 シカゴでこのツアーから去った後、セカンド・シティの即興劇に参加した。その後、シカゴで撮影された1969年の映画『アメリカを斬る』では、屋内射撃場の支配人としてエキストラ出演した。

## 俳優としてのキャリア
1970年、ボイルは映画『ジョー』において、主人公である、ニューヨークの工場で働く頑固な男を演じた。
この映画は暴力や言葉遣いの汚さゆえに議論の的になっていた。
このころ、ボイドは女優ジェーン・フォンダと親しくなり、彼女とともにベトナム戦争に反対する運動に参加していた。
『ジョー』から勇気をもらった人々の存在を知ったボイルは映画『フレンチ・コネクション』の主演のオファーを断り、暴力に満ちたと判断したテレビ番組や映画の出演の依頼も断った。
次に彼が演じた大役は、『候補者ビル・マッケイ』で、ロバート・レッドフォード演じる議員の選挙参謀の役だった。また、映画『エディ・コイルの友人たち』では、主人公（ロバート・ミッチャム）と対照的なアイルランド系のギャングを演じた。
この時期のボイルのもう一つの代表作に、メル・ブルックス監督のパロディ映画『ヤング・フランケンシュタイン』のモンスター役(en:Frankenstein's monster)がある。古典ホラー映画『フランケンシュタイン』へのオマージュでもあるこの映画には、モンスターがシルクハットに燕尾服といういでたちで舞台に上がり、唸るように『踊るリッツの夜』を歌い上げる場面がある。
当時ボイルは「私が演じたこの怪物は、赤ん坊のような存在です。大柄で不気味で醜い彼ですが、生まれたばかりですから、すべてが新しいもののように感じ、不安もつきまといます。このようにイメージして私はこの怪物を演じました。」と話している。
ボイルは、この映画の取材に来ていたローリング・ストーン誌の記者であるロレイン・アルターマンと知り合い、彼女とデートに誘う時も怪物のメーキャップはそのままだった。
アルターマンがオノ・ヨーコと知り合いだったことがきっかけで、ボイルはヨーコの夫であるジョン・レノンと親しくなり、1977年に行われたボイルとアルターマンの結婚式で、レノンは付添人を務めた。ボイル夫妻は2人の娘に恵まれた。
1977年、ボイルはジョセフ・マッカーシー上院議員を演じたテレビ映画en:Tail Gunner Joeでエミー賞に初めてノミネートされた。
この映画では主演を務めたボイルだったが、どちらかというと味のある脇役としての出演が多く、マーティン・スコセッシ監督/ロバート・デニーロ主演の映画『タクシードライバー』では、理知的なタクシー運転手ウィザードを演じ、1978年に公開された映画『ブリンクス』では、盗品買い受け業を営むバーの経営者を演じ、『ハードコアの夜』では、主人公に雇われた探偵の役を務め、『バッファローの棲むところ』ではゴンゾー・ジャーナリストのハンター・S・トンプソン(ビル・マーレイ)の弁護人を演じた。
また、1981年の映画『アウトランド』では、主人公オニール（ショーン・コネリー）と対立する悪徳採掘会社の社長シェパードを演じ、チーチ&チョン、マデリーン・カーン、モンティ・パイソンのメンバーらが出演したコメディ映画『チーチ&チョン/イエローパイレーツ』では甲板長を演じ、マイケル・キートン主演のコメディ映画『ドリーム・チーム』では、レイ・チャールズの歌を大声で歌ってしまう癖のある精神病患者を演じた。SF映画『クライシス2050』(1990年、ティム・マティスン&チャールトン・ヘストン主演)で悪徳企業の社長を演じた一方、スーパーヒーロー映画『シャドー』では主人公（アレック・ボールドウィン）の乗るタクシーの運転手役を務め、『あなたが寝てる間に…』では、サンドラ・ブロック演じるヒロインの婚約者の父親を演じ、エディ・マーフィ主演のコメディ映画『ドクター・ドリトル』では主人公の能力を利用しようと企む企業乗っ取り屋を演じ、『チョコレート』では、ビリー・ボブ・ソーントン演じる看守の父親である、黒人差別主義者の男を演じ、『スクービー・ドゥ2 モンスター・パニック』では老人を演じた。声優としてアニメ映画『猫の恩返し』の吹き替えにも参加した。
またカメオ出演も多く、1985年の映画『ポーキーズ/最後の反撃』では跳ね橋の操作員役で出演し、『マルコムX』では警部役を務めた。『マルコムX』が公開された1992年、ホルヘ・ルイス・ボルヘスの小説『死とコンパス』の映像化作品である『デス&コンパス』（アレックス・コックス主演）にも出演したが、映画の公開は1996年にまでのびてしまった。
映画およびテレビ俳優としての出演のほかにも彼は舞台に出演しており、1980年にはカール・ライナー演出のブロードウェイの芝居 The Roastに出演した。同年にはサム・シェパードのオフ・ブロードウェイの劇『『TRUE WEST～本物の西部～』(True West)でトミー・リー・ジョーンズと共演した。
その2年後、ボイルはCircle Repertoryで、Joe Pintauro演出のSnow Orchidという劇に出演し、崩壊した家庭の家長を演じたが、評判は良くなかった。
1986年、ボイルはダニー・アーノルド製作のコメディドラマJoe Bashで主人公のである孤独で厭世的で時には他人を信用しないニューヨーク市警の警官を演じた。共演者のディレイン・マシューズは主人公の友人で女優という設定である。このドラマの評価は高かったが、すぐに打ち切られてしまった。

### 死後
2006年12月12日、ニューヨーク長老派教会病院で多発性骨髄腫と心臓病のため死去。
死の前にAll Roads Lead Homeの収録を終え、The Golden Boysにも出演することになっていた。
『サンタクローズ3/クリスマス大決戦!』のエンドクレジットには、彼への追悼のメッセージが入っている。
ボイルの72歳の誕生日となるはずであったろう日の2007年10月18日、彼の友人であるブルース・スプリングスティーンは、マディソン・スクエア・ガーデンで行われたEストリートバンドとの共演で、『ミーティング・アクロス・ザ・リバー』と 『ジャングルランド』 を連続で演奏し、「ニューヨーク市で会って以来の私の古い友人が亡くなった。そして今日は彼の誕生日であろう日だ。」と語った。

## 受賞歴
- エミー賞

ノミネート (1977) —主演男優賞コメディ部門・ドラマ部門: Tail Gunner Joe
ノミネート (1989) — ゲスト男優賞ドラマ部門: J.J. Killian in Midnight Caller episode "Fathers and Sins"
受賞  (1996) — ゲスト男優賞ドラマ部門: Xファイル（第3シーズン『休息』におけるClyde Bruckman）
ノミネート(1999年から2005年までの間に1度ずつ) — 助演男優賞コメディ部門: HEY!レイモンド
- 全米映画俳優組合賞 (SAG)

HEY!レイモンドのキャストは 1999年から2000年までと2002年から2006年までにアンサンブル演技賞（コメディ部門）にノミネートされた。また、ボイル自身も2002年に主演男優賞（ドラマ部門）にノミネートされた。

## 主な出演作品

### 映画
| 公開年 | 邦題 原題                                                                       | 役名                           | 備考           |
| ------ | ------------------------------------------------------------------------------- | ------------------------------ | -------------- |
| 1966   | グループ The Group                                                              |                                | クレジットなし |
| 1969   | アメリカを斬る Medium Cool                                                      | ガン・クリニックのマネジャー   |                |
| 1970   | ジョー Joe                                                                      | ジョー                         |                |
| 1971   | 愛はひとり T.R. Baskin                                                          | ジャック・ミッチェル           |                |
| 1972   | 候補者ビル・マッケイ The Candidate                                              | マーヴィン・ルーカス           |                |
| 1973   | ピーター・セラーズのおとぼけパイレーツ Ghost in the Noonday Sun                 | ラス・モハメド                 |                |
| 1973   | エディ・コイルの友人たち The Friends of Eddie Coyle                             | ディロン                       |                |
| 1973   | おたずね者キッド・ブルー/逃亡!列車強盗 Kid Blue                                 | プリーチャー・ボブ             |                |
| 1974   | マンハッタン皆殺し作戦 Crazy Joe                                                | ジョー                         |                |
| 1974   | ヤング・フランケンシュタイン Young Frankenstein                                 | モンスター                     |                |
| 1976   | タクシー・ドライバー Taxi Driver                                                | ウィザード                     |                |
| 1976   | カリブの嵐 Swashbuckler                                                         | ロード・デュラント             |                |
| 1978   | フィスト F.I.S.T.                                                               | マックス・グラハム             |                |
| 1978   | ブリンクス The Brink's Job                                                      | ジョー                         |                |
| 1979   | ハードコアの夜 Hardcore                                                         | アンディ・マスト               |                |
| 1979   | ポセイドン・アドベンチャー2 Beyond the Poseidon Adventure                       | フランク・マゼッティ           |                |
| 1979   | 地上(ここ)より永遠に From Here to Eternity                                      | ファスト・ジャドソン           | テレビ映画     |
| 1981   | アウトランド Outland                                                            | マーク・シェパード             |                |
| 1982   | ハメット Hammett                                                                | ジミー・ライアン               |                |
| 1983   | チーチ&チョン/イエローパイレーツ Yellowbeard                                    | ムーン                         |                |
| 1984   | 暗黒街の人気モノ/マシンガン・ジョニー Johnny Dangerously                        | ジョッコー・ダンディー         |                |
| 1985   | ターク182 Turk 182                                                              | ライアン刑事                   |                |
| 1987   | 恋はお手あげ Surrender                                                          | ジェイ                         |                |
| 1987   | ウォーカー Walker                                                               | コーネリアス・ヴァンダービルト |                |
| 1988   | レッドブル Red Heat                                                             | ルー・ドネリー                 |                |
| 1988   | メルトダウン Disaster at Silo 7                                                 | サンジャー                     | テレビ映画     |
| 1989   | ドリーム・チーム The Dream Team                                                 | ジャック・マクダーモット       |                |
| 1989   | キャノンボール3 新しき挑戦者たち Speed Zone!                                    | エドセル警察所長               |                |
| 1990   | クライシス2050 Solar Crisis                                                     | アーノルド・ティーグ           |                |
| 1990   | コールド・ブラッド/殺しの紋章 Men of Respect                                    | マット・ダフィー               |                |
| 1990   | 飛行時間73秒/チャレンジャー号の悲劇 The Tragedy of Flight 103: The Inside Story | フレッド・フォード             | テレビ映画     |
| 1991   | キックボクサー2 Kickboxer 2: The Road Back                                      | ジャスティン                   |                |
| 1992   | ノンストップ・クレイジー/大迷惑な人々 Nervous Ticks                             | ロン                           |                |
| 1992   | ジャンク・アップ・シティ In the Line of Duty: Street War                        | ダン・ライリー                 | テレビ映画     |
| 1992   | ハネムーン・イン・ベガス Honeymoon in Vegas                                     | オーマン                       |                |
| 1992   | マルコムX Malcolm X                                                             | グリーン                       |                |
| 1993   | 目撃証人 Taking the Heat                                                        | 判事                           | テレビ映画     |
| 1994   | ロイス Royce                                                                    | ハギンズ                       | テレビ映画     |
| 1994   | シャドー The Shadow                                                             | モー                           |                |
| 1994   | サンタクローズ The Santa Clause                                                 | ホワイトル                     |                |
| 1995   | 殺人療法 Exquisite Tenderness                                                   | マクエルワイン刑事             |                |
| 1995   | ケイティ Born to Be Wild                                                        | ガス                           |                |
| 1995   | あなたが寝てる間に… While You Were Sleeping                                     | オックス                       |                |
| 1996   | サロゲート・マザー Final Vendetta                                               | ジェイ・グラス                 |                |
| 1997   | 誘拐騒動/ニャンタッチャブル That Darn Cat                                       | パパ                           |                |
| 1998   | スピーシーズ2 Species II                                                        | ハーマン・クロムゥエル博士     |                |
| 1998   | ドクター・ドリトル Dr. Dolittle                                                 | キャロウェイ                   |                |
| 2001   | チョコレート Monster's Ball                                                     | バック・グロトウスキ           |                |
| 2002   | プルート・ナッシュ The Adventures of Pluto Nash                                 | ローランド                     |                |
| 2002   | サンタクロース・リターンズ! クリスマス危機一髪 The Santa Clause 2               | ファーザー・タイム             | クレジットなし |
| 2002   | 史上最大のスパイ事件 Master Spy: The Robert Hanssen Story                       | ハワード・ハンセン             | テレビ映画     |
| 2004   | スクービー・ドゥ2 モンスター・パニック Scooby Doo 2: Monsters Unleashed         | ジェレマイア・ウィックルス     |                |
| 2006   | サンタクローズ3/クリスマス大決戦! The Santa Clause 3: The Escape Clause         | ファーザー・タイム             |                |

### テレビシリーズ
| 放映年    | 邦題 原題                              | 役名                   | 備考           |
| --------- | -------------------------------------- | ---------------------- | -------------- |
| 1995      | Xファイル X Files                      | クライド・ブルックマン | 第53話『休息』 |
| 1996-2005 | HEY!レイモンド Everybody Loves Raymond | フランク・バローネ     | 207エピソード  |

### 舞台
- おかしな二人

## 参照
1. ↑  Dates per Social Security death file 163-28-7187. Note: Prior to this, his birth year had appeared two ways in different sources, as either 1935 or, incorrectly, 1933. See examples at Hollywood.com, AllMovie.com, and InfoPlease.com
2. ↑  The Associated Press (2006年12月17日). “Raymond' star Peter Boyle dies at 71”. MSNBC 2007年2月1日閲覧。
3. ↑  Dennis McLellan (2006年12月14日). “Peter Boyle, 71; father on 'Raymond'”.   Los Angeles Times. 2007年2月1日閲覧。
4. ↑  “Broadcast Pioneers of Philadelphia: Pete Boyle”.   Broadcast Pioneers. 2006年11月28日時点のオリジナルよりアーカイブ。2007年2月1日閲覧。(includes 1953 photo)
5. ↑  Ellen Grey (2006年12月14日). “Peter Boyle: From monk to Frank, he led fascinating life”. Philadelphia Daly News 2007年2月1日閲覧。[リンク切れ]
6. ↑  Stephen Miller (2006年12月14日). “Peter Boyle, 71, Character Actor Played Psychotics and Monsters”. The New York Sun 2007年2月1日閲覧。
7. ↑  Gerry Wilkinson. “Florence Hanford, a Broadcast Pioneer”.   Broadcast Pioneers. 2006年11月28日時点のオリジナルよりアーカイブ。2007年11月12日閲覧。
8. ↑  Robert Berkvist (2006年12月14日). “Peter Boyle, 71, Is Dead; Roles Evoked Laughter and Anger”.   The New York Times. 2007年2月1日閲覧。
9. 1 2 3  Adam Bernstein (2006年12月14日). “BAD LINK”.   The Washington Post. 2012年11月3日時点のオリジナルよりアーカイブ。2007年2月1日閲覧。
10. ↑  Peter Boyle Biography at the Internet Movie Database
11. ↑  “In Step With: Peter Boyle”. Parade Magazine. (2004年8月15日)
12. ↑  Deepti Hajela (2006年12月13日). “BAD LINK”. Yahoo! News 2007年2月1日閲覧。 [リンク切れ]
13. ↑  David Hiltbrand (2004年3月21日). “You may love Raymond, but you don't know Peter”. The Boston Globe. 2007年2月1日閲覧。
14. ↑  “Joe Bash”.   JumpTheShark.com. 2007年2月1日閲覧。
15. ↑   Trivia欄参照
16. ↑  “Bruce Springsteen & E Street Band - Meeting Across The River”.   YouTube. 2012年1月1日閲覧。
17. ↑  “Screen Actors Guild Awards Past Nominees & Recipients”.   SAG Awards. 2007年1月27日時点のオリジナルよりアーカイブ。2007年2月1日閲覧。